# 竜香のあぶない8時
竜香のあぶない8時（りゅうかのあぶないはちじ）は、2001年10月から2020年12月まで北陸放送で放送をされていたラジオ番組。

## 概要
- 『竜香におまかせIt's on me!』以来の竜香の月曜夜の番組である。
- 竜香が相方のアナウンサーとフリートークを繰り広げる。
- 毎週プレゼント（最近はほぼ毎週、米永グループ提供の紫水晶）が1名に当たる。希望の方は20時10分過ぎにアナウンサーの合図で始まる電話受付に掛ける。その際に氏名・電話番号とともに、毎週番組冒頭にアナウンサーより（受付電話番号とともに）発表をされる番組スポンサー名を絡めた長い合言葉を伝える必要がある。先着30名に達した時点で締切の旨が放送中に発表をされる。20時50分頃よりその30名からアナウンサーがクジで引いた方の元へ電話が掛かる。掛かって来た際は改めて電話で合言葉を伝え、スタジオの竜香との会話を経て、後日プレゼントが発送をされる。
- 2018年10月頃より数か月間、当番組が山陽放送のラジオ番組『リンだとRiN太の土曜番長』で話題となり、お互いのPRや交流もあった。その一例として、同番組担当の小松千絵アナが同年12月10日に、同じく国司憲一郎アナが翌週17日に、それぞれ電話出演をした。
- 2020年4月20日から6月29日放送分まで日本政府による新型コロナウイルスへの感染拡大に伴う緊急事態宣言によりしばらくの期間、竜香は愛知県内の自宅から電話出演することになった。7月6日放送分からスタジオ復帰も感染者が増え始めた8月10日から8月24日放送分まで電話出演に切り替えた。竜香がリモート出演週に限り番組中盤でMROラジオ第一スタジオから大平が一人でギターで語り引きする放送内容になることが多くなった。

## 番組の終焉
- 2020年12月7日のエンディングにて2020年12月28日放送分を以って19年3ヶ月の歴史に終止符を打つことを発表した。竜香は番組終了について「番組が20年近くなってここで一旦区切りをつけることとなった」と語った。

## 放送時間
- 毎週月曜 20:00 - 21:00

## 年末年始の扱い
- 輝く!日本レコード大賞が12月30日に変更になった2006年以降大晦日が最終月曜日になった場合でも通常放送を行う[1]。
- 逆に12月30日が最終月曜日になった場合は輝く!日本レコード大賞のラジオ中継を行うため休止となる[2]。
- 正月三が日が月曜日に該当の年は放送時間を拡大して放送するが、生放送は行わず事前収録となる[1][3]。

## 出演者
竜香・大平以外の全員は担当当時の同局アナウンサー。
- 月竜香（2001年10月-2020年12月）[4]
- 笹原忠義（2001年10月-?）
- 小野ちづる
- 長田哲也
- 沼田憲和
- 谷川恵一（?-2010年3月）[5]
- 前原智子（2010年4月-2018年3月）[6]
- 坐間妙子（2018年4月-2018年12月）[7]
- 赤間有華（2019年1月-2019年2月）[8]
- 大平まさひこ（2019年3月-2020年12月）[9]